# Umeå centrum för funktionell hjärnavbildning
Umeå centrum för funktionell hjärrnavbildning (UFBI) inrättades i oktober 2001 för att driva och utveckla hjärnavbildningsstudier vid Umeå universitet och Norrlands universitetssjukhus (NUS) i Umeå. UFBI:s resurser är en viktig del av infrastrukturen för det 2015 inrättade Wallenberg centrum för molekylär medicin (WCMM).

Aktuella projekt berör bland annat åldersrelaterade förändringar av struktur och funktionella responser samt relaterade förändringar i dopaminsystemet, träningsrelaterade förändringar i funktionella nätverk, studier av motorisk kontroll samt kliniska hjärnavbildningsprojekt på stress, stroke, Parkinsons sjukdom samt prekirurgisk kartläggning.
Föreståndare för UFBI är professor Lars Nyberg.

## Utrustning
Den teknik som används är främst funktionell MRI (fMRI), men 2012 införskaffades även en PET/CT-skanner med cyklotron).
UFBI finansieras av Umeå universitet, Knut och Alice Wallenbergs stiftelse samt Vetenskapsrådet (VR).